# Assassin's Creed Chronicles
Assassin's Creed Chronicles is een computerspelserie binnen de Assassin's Creed-franchise. De serie bestaat uit drie spellen ontwikkeld door Climax Studios en uitgegeven door Ubisoft. De spellen bevatten nieuwe hoofdpersonages en een nieuw design binnen de franchise, namelijk een 2,5D-wereld geïnspireerd op traditionele kwastschilderijen. Het eerste deel, China, werd op 22 april 2015 uitgebracht voor Microsoft Windows, PlayStation 4 en Xbox One. Het tweede deel, India, werd op 12 januari 2016 op dezelfde platforms uitgebracht. Het laatste spel, Russia, werd op 9 februari 2016 uitgebracht.

## Verhaal

### Assassin's Creed Chronicles: China
Assassins Creed Chronicles: China speelt zich af in het China van 1526, waar de Ming-dynastie op het punt van instorten staat. De speler kruipt in de huid van Shao Jun, de laatst overgebleven assassijn van het Chinese broederschap die naar haar thuisland terugkeert met maar één doel voor ogen: bloedwraak. Ze wordt getraind door Ezio Auditore en is vastbesloten haar gevallen broederschap niet alleen te wreken, maar ook te herstellen. 

### Assassin's Creed Chronicles: India
Assassins Creed Chronicles: India stort je midden in de spanningen tussen het Sikhrijk en de Oost-Indische Compagnie in 1841. Wanneer een meestertempelier verschijnt met een mysterieus object dat toebehoorde aan de Orde der Assassijnen, komt de speler als Arbaaz Mir voor vele uitdagingen te staan. Niet alleen om te ontdekken waarom hij hier is en het object terug moet stelen, ondertussen moet hij ook zijn vrienden en geliefde beschermen.

### Assassin's Creed Chronicles: Russia
Assassins Creed Chronicles: Russia vindt plaats in het Rusland van het jaar 1918. Voordat de speler in de gedaante van Nikolai Orelov met zijn familie kan vluchten, wacht hem nog een laatste missie voor de Orde der Assassijnen: hij moet het huis waar de familie van de tsaar door de Bolsjewieken gevangen wordt gehouden infiltreren en een artefact stelen waar de Assassijnen en Tempeliers al eeuwen om vechten. Daarnaast moet hij prinses Anastasia bevrijden, maar tegelijkertijd ook een slachtpartij onder de kinderen van de tsaar aanzien. Vervolgens moet hij aan de Tempeliers ontsnappen en zowel de prinses als het artefact in veiligheid brengen.